# パンサー (駆逐艦)
|          |                                |
| 艦歴     |                                |
| 発注     | 1939年10月20日                 |
| 起工     | 1940年7月15日                  |
| 進水     | 1941年5月28日                  |
| 就役     | 1941年12月12日                 |
| 退役     |                                |
| その後   | 1943年10月9日に戦没            |
| 除籍     |                                |
| 性能諸元 |                                |
| 排水量   | 基準 1,540トン、満載 2,625トン |
| 全長     | 105.2m (345 ft)                |
| 全幅     | 10.7m (35 ft)                  |
| 吃水     | 4.1m (13.5 ft)                 |
| 機関     |                                |
| 最大速   | 37ノット                       |
| 乗員     | 176名以上                      |
| 兵装     |                                |

パンサー (HMS Panther, G41) はイギリス海軍の駆逐艦。P級。

## 艦歴
フェアフィールド・シップビルディング・アンド・エンジニアリング社で1940年7月15日起工。1941年5月28日進水。同年12月12日就役。
1942年4月、日本海軍機動部隊がインド洋に来襲（セイロン沖海戦）。4月5日に重巡洋艦「ドーセットシャー」と「コーンウォール」が撃沈された。翌日「パンサー」と軽巡洋艦「エンタープライズ」、駆逐艦「パラディン」は生存者のもとに着き、1122名を救助した。
5月、マダガスカルへの上陸作戦に参加。5月8日に「パンサー」と駆逐艦「アクティヴ」は空母「インドミタブル」を攻撃したフランス潜水艦「モンジュ」を撃沈した。
1943年10月9日、エーゲ海のスカルパント海峡でドイツ軍第3急降下爆撃航空団のJu 87急降下爆撃機の攻撃を受け、2発の直撃弾と数発の至近弾により二つに折れて沈没した。